# Ulla Weigerstorfer
Ulla Weigerstorfer sinh ngày 16 tháng 8 năm 1967 tại Bad Aussee, Áo. Cô là cựu Hoa hậu Thế giới 1987 đại diện cho nước Áo đồng thời là người phụ nữ thứ hai từ đất nước này chiến thắng tại cuộc thi Hoa hậu Thế giới (người đầu tiên là Eva Rueber-Staier Hoa hậu Thế giới năm 1969).

## Sự nghiệp
Sau khi hoàn thành nhiệm kỳ Hoa hậu Thế giới, Ulla trở về Áo và bắt đầu sự nghiệp của riêng mình
- Cô thường xuất hiện trong các chương trình truyền hình khác nhau.
- Đọc các tin thể thao trên đài Radio.
- Viết hai cuốn sách về mỹ phẩm.
- Thực hiện việc phát triển ngành công nghiệp thức ăn nhanh.

Ngoài ra cô còn tham gia vào các công việc từ thiện. Khi rảnh rỗi, cô thích cưỡi ngựa.
| Tứ đại Hoa hậu (1987)           | Tứ đại Hoa hậu (1987)               | Tứ đại Hoa hậu (1987)                 | Tứ đại Hoa hậu (1987) |
| ------------------------------- | ----------------------------------- | ------------------------------------- | --------------------- |
| Hoa hậu Hoàn vũ Cecilia Bolocco | Hoa hậu Thế giới Ulla Weigerstorfer | Hoa hậu Quốc tế Laurie Tamara Simpson | Hoa hậu Trái đất none |